# Rhynchosia harmsiana
Rhynchosia harmsiana är en ärtväxtart som beskrevs av Alexander Zahlbruckner. Rhynchosia harmsiana ingår i släktet Rhynchosia och familjen ärtväxter. Inga underarter finns listade i Catalogue of Life.